# Meccano

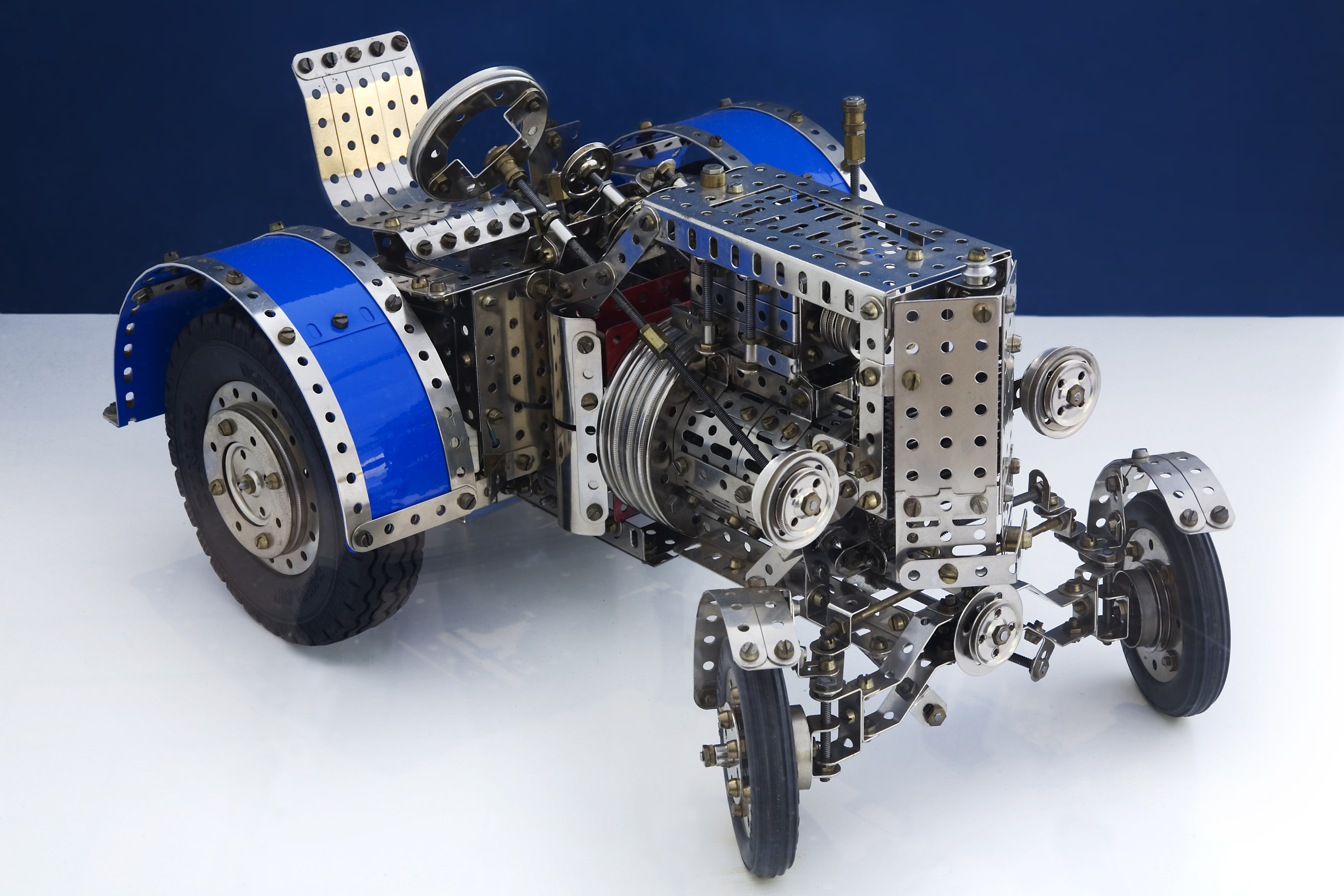
Un tractor construido con piezas de Meccano

Meccano es un sistema de construcción de modelos creado en Liverpool (Reino Unido) por Frank Hornby. Consiste en piezas de diversos tamaños, forma y color construidas en metal con filas de barrenos (agujeros) para sujetarlas a otras piezas por medio de tornillos y tuercas. Según el modelo puede contener motores eléctricos, ruedas, poleas, etc.

## Historia

### Primeros sets

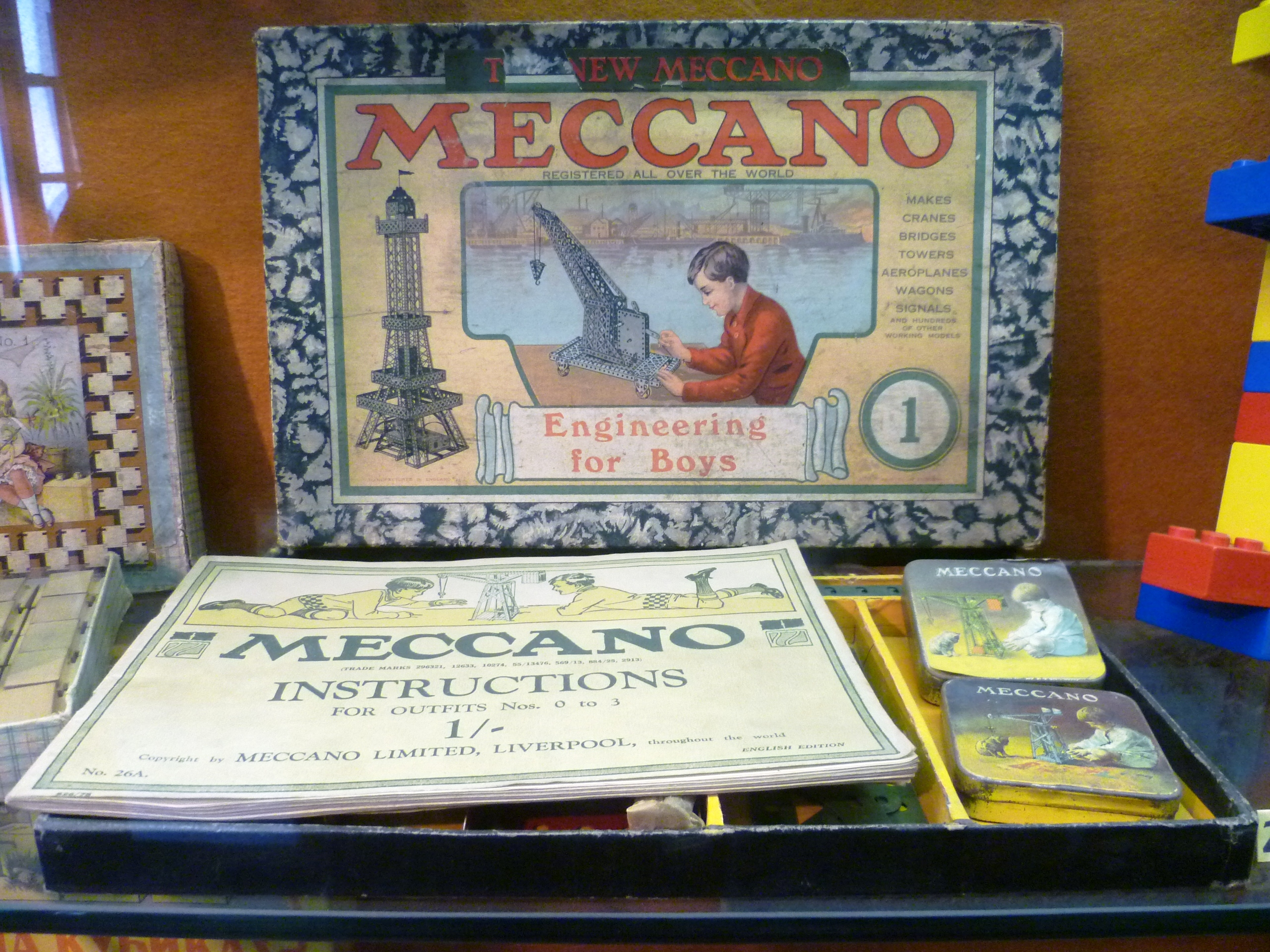
Un mecano primitivo expuesto en el Museo de la Infancia de Edimburgo

En 1901, Frank Hornby, un oficinista de Liverpool, Inglaterra, inventó y patentó un nuevo juguete llamado «Mechanics Made Easy» que se basaba en los principios de la ingeniería mecánica. Era un kit de construcción que constaba de tiras, placas y vigas de metal perforado, con ruedas, poleas, engranajes, collares y ejes para mecanismos y movimiento; y tuercas, pernos y tornillos de fijación para conectar las piezas. Las perforaciones tenían un diámetro estándar de ½ pulgada (12,7 mm), los ejes eran de calibre 8 y las tuercas y los pernos usaban 5/32 pulgadas,  todas medidas del sistema Británico. Las únicas herramientas necesarias para montar los modelos eran un destornillador y unas llaves inglesas. Era algo más que un simple juguete: era educativo, enseñaba principios mecánicos básicos como palancas y engranajes.
Las piezas para el nuevo juego de construcción fueron inicialmente suministradas por fabricantes externos, pero cuando el juego ganó popularidad, Hornby estableció su propia fábrica en Duke Street, Liverpool, y cambió su nombre a Meccano pasando a comercializarse en todo el mundo. En septiembre de 1907, Hornby registró la marca comercial Meccano y, en mayo de 1908, formó Meccano Ltd. Para mantener el ritmo de la demanda, en 1914 se construyó una nueva fábrica de Meccano en Binns Road, Liverpool, que se convirtió en la sede de Meccano Ltd durante los siguientes 60 años. Hornby también estableció fábricas de Meccano en Francia, España y Argentina. Se pensaba que la palabra «Meccano» se derivaba de la frase «Make and Know» (Hacer y saber).

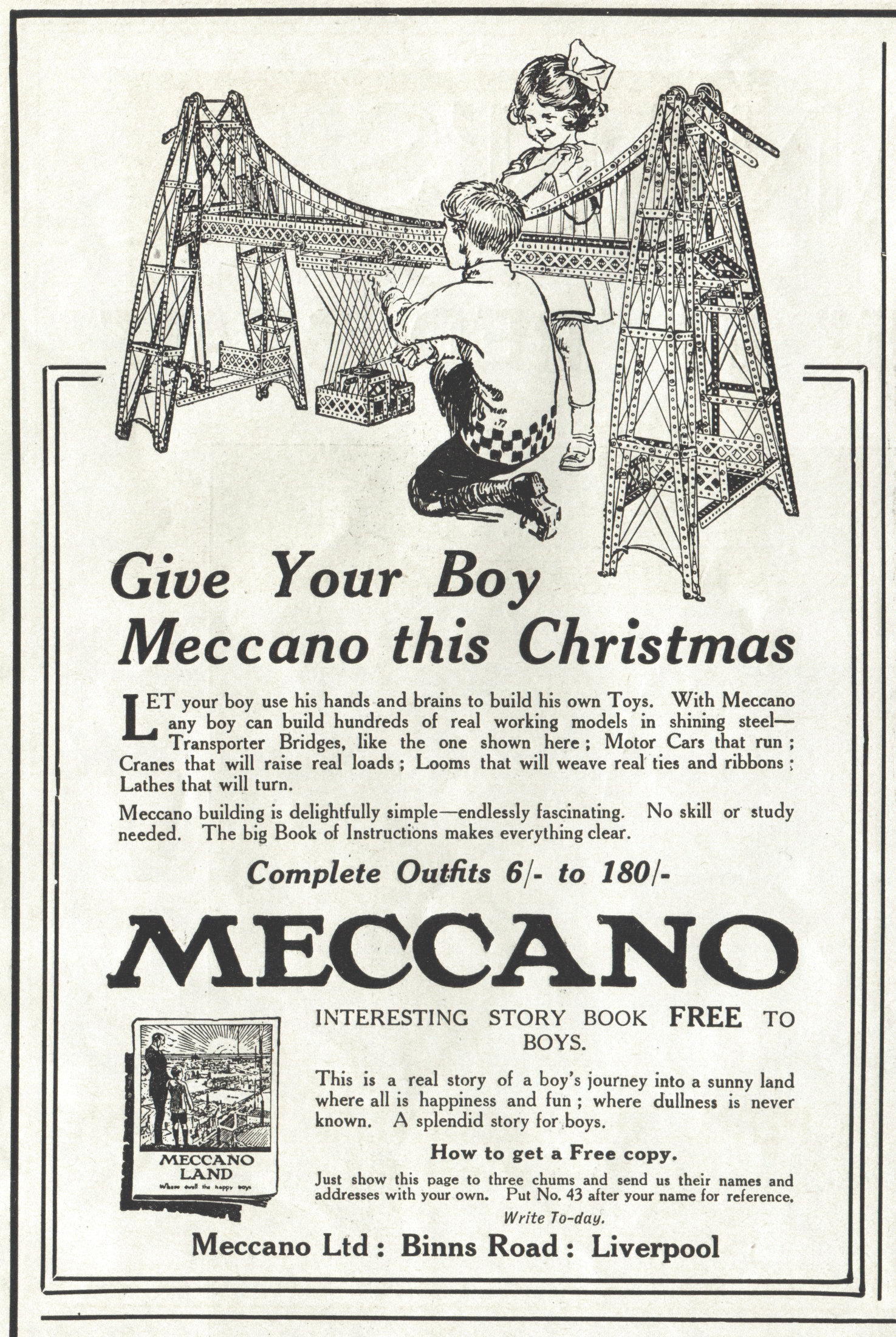
Anuncio en el catálogo de la edición anual navideña de Pears, 1920

Los primeros juegos de construcción tenían un acabado bastante tosco: las tiras y placas eran de hojalata, no estaban redondeadas en los extremos y no eran muy resistentes. Pero los métodos de fabricación fueron mejorando y en 1907 la calidad y la apariencia habían mejorado considerablemente: las tiras de metal ahora estaban hechas de acero más grueso con extremos redondeados y niqueladas , mientras que las ruedas y los engranajes estaban mecanizados en latón .
Los primeros juegos con el nuevo nombre de Meccano se numeraron del 1 al 6. En 1922 se introdujo el N.º 7, Meccano Outfit, que era el juego más grande de su época y el más buscado debido a su prestigio y capacidades de construcción de modelos.
En 1926, para conmemorar el 25 aniversario de su patente, Hornby presentó «Meccano in Colours» con las familiares piezas de Meccano de color rojo y verde. Inicialmente, las placas eran de color rojo claro y los elementos como las vigas arriostradas eran de color verde guisante. Sin embargo, al año siguiente, las tiras y las vigas se pintaron de verde oscuro, las placas de rojo borgoña, mientras que las ruedas y los engranajes permanecieron de latón. En 1934, las piezas de Meccano volvieron a cambiar de color: las tiras y las vigas se volvieron doradas mientras que las placas cambiaron a azules con líneas doradas entrecruzadas en ellos, pero solo en un lado, quedando el reverso azul simple. Este nuevo esquema de color solo estuvo disponible en el Reino Unido hasta el final de la Segunda Guerra Mundial en 1945. Los viejos juegos rojo y verde todavía se producían para el mercado de exportación y se reintrodujeron en el Reino Unido después de la guerra.
En 1958, los colores se cambiaron ligeramente a lo que se conoció como "rojo claro y verde", pero esta serie tuvo la vida útil más corta ya que los colores cambiaron drásticamente en 1964 al esquema de color negro y amarillo. Sin embargo, este período rojo y verde claro vio la introducción de alrededor de 90 piezas nuevas, embalajes más modernos, se introdujeron nuevas piezas para el conjunto número 10, así como las primeras piezas de plástico y las instrucciones del "diagrama desglosado" hicieron su debut.

### Apogeo
En 1934, los nueve sets básicos de Meccano (numerados del 00 al 7) fueron reemplazados por once, etiquetados del 0, de la A a la H, de la K y de la L,; y el antiguo n.º 7 se convirtió en el set L. Este set L a menudo se considera el mejor y más grande de Meccano. En 1937, la serie alfabética fue reemplazada por una serie numérica, del 0 al 10, y el L fue reemplazado por el número 10 más pequeño. Aunque tiene menos piezas que el L Outfit, el n.º 10 Outfit se convirtió en el buque insignia de Meccano.y se mantuvo relativamente sin cambios hasta que se suspendió medio siglo después, en 1992. Se conservaron los juegos de accesorios, numerados del 1A al 9A, que convertían un juego en el siguiente de la serie (por ejemplo, el juego de accesorios 6A convertiría un n.º 6 básico en un conjunto n.º 7). Como había sido el caso desde los primeros días, Meccano Ltd también suministraba piezas individuales de Meccano para complementar a los juegos existentes.
La Segunda Guerra Mundial interrumpió la producción en Inglaterra cuando la fábrica de Binns Road pasó a fabricar para el conflicto  bélico. La guerra de Corea en 1950 también interrumpió la producción debido a la escasez de metal y no fue hasta mediados de la década de 1950 que la producción volvió a la normalidad con la adición de nuevas piezas a todos los juegos.
En 1955, estaban disponibles los conjuntos 00 a 10 y los conjuntos de conversión 00A a 9A. En 1961, se agregaron a la gama un conjunto de mecanismos y de engranajes, y en 1962 se retiró el conjunto 00.

## Historia de Meccano en España
En los años 1920 en España una empresa de Barcelona comenzó a fabricar y distribuir sin licencia este juguete con el nombre de METALING, pero entre 1930 y 1931 esto cambió ya que llegó a un acuerdo con MECCANO LTD. de Inglaterra en la que se le concedía licencia de fabricación y comercialización en España de Meccano. Aunque la fabricación y distribución fue errática, ya que coincidió con la guerra civil española, en la década de los 60 y 70 esta empresa vuelve a fabricar su «clon» de Meccano y algunos sets de Meccano. Luego, en 1970, irrumpe la empresa Exin que empieza a fabricar MECCANO también en Barcelona y a partir de 1979 la fabricación en España se interrumpe y los suministros de este juguete en España vienen de Francia.

## Otros juegos similares
Aunque hubo antecedentes de juguetes similares, Meccano fue el primero en ser ampliamente difundido. Después de su éxito surgieron varios productos de comparables características.
En Argentina la compañía Exacto se estableció después de la Segunda Guerra Mundial durante una época en que se restringió las importaciones de juguetes. Inicialmente buscaban suministrar partes de repuestos a la base de aficionados existente en el país, también suministraban juegos completos.  Después mediante convenio de licencia se le permitió usar la marca Meccano, normalmente las piezas se rotulaban como «Meccano - Argentina» o «Meccano Industria Argentina».  En los años 80, después del cierre de la empresa Meccano, los nuevos dueños de la marca exigieron a Exacto que dejara de usarla, hasta la actualidad, la compañía Exacto sigue fabricando en Argentina los juegos completos o piezas sueltas bajo la marca Exacto.
En la República Checa, existió una fábrica que producía un juego muy similar bajo la marca Merkur. Después de la caída del sistema comunista, la empresa cayó en bancarrota. La marca Merkur fue comprada por una empresa norteamericana, que sigue comercializando juegos de construcción bajo la misma.
Merkur y otras empresas producían juegos muy similares, pero no eran totalmente compatibles con Meccano porque se basaron en el sistema métrico decimal.  Las distancias entre agujeros para los tornillos eran de 10 mm, no de media pulgada (12,7 mm) como en el Meccano original, basado en el sistema anglosajón de unidades.
En los Estados Unidos existió una compañía llamada "Erector" que también fabricaba un juego compatible con el Meccano original.

## Más allá del juguete
Al igual que Lego u otros juguetes de construcción, Meccano incentiva la creatividad y posee aplicaciones en el mundo educativo, por la didáctica que implica la construcción de los juguetes por parte del niño. Debido a su longevidad, y a su bajo precio, grupos de hackers lo usan para la construcción de distintos prototipos de periféricos caseros como impresoras, plóteres, o incluso robótica. Meccano es utilizado para la construcción de las estructuras y articulaciones, y Lego Mindstorms para la lógica.